# Tre cubi composto
In geometria solida, il composto (uniforme) di tre cubi è un poliedro composto che è formato da tre cubi identici con il baricentro in comune e disposti in simmetria ottaedrale.
Si tratta di un poliedro uniforme (o semiregolare) poiché possiede vertici omogenei e facce regolari. Non è però regolare poiché né i suoi spigoli né le sue facce sono omogenei. Si può notare infatti come sei facce occupino una posizione diversa, nella struttura del solido, rispetto alle altre dodici.
Con l'eccezione di una configurazione prismatica banale, questo è l'unico modo in cui si possono comporre tre cubi affinché generino un composto uniforme.

## Dualità
Il poliedro duale di un composto di tre cubi è un composto di tre ottaedri regolari.

## Nucleo e inviluppo convesso
L'intersezione dei tre cubi, o nucleo del composto, è un ottadecaedro (cioè un poliedro con 18 facce) delimitato da 6 quadrati e 12 esagoni (non regolari). In altri termini si tratta di un dodecaedro rombico troncato sui vertici di valenza 4.

L'inviluppo convesso dei tre cubi, è un ottaedro troncato non-uniforme (cioè differente dall'ottaedro troncato archimedeo). Tutti gli spigoli del composto sono anche diagonali delle facce del suo inviluppo. La stessa caratteristica si trova pure nella stella ottangola, e nel composto di cinque cubi.

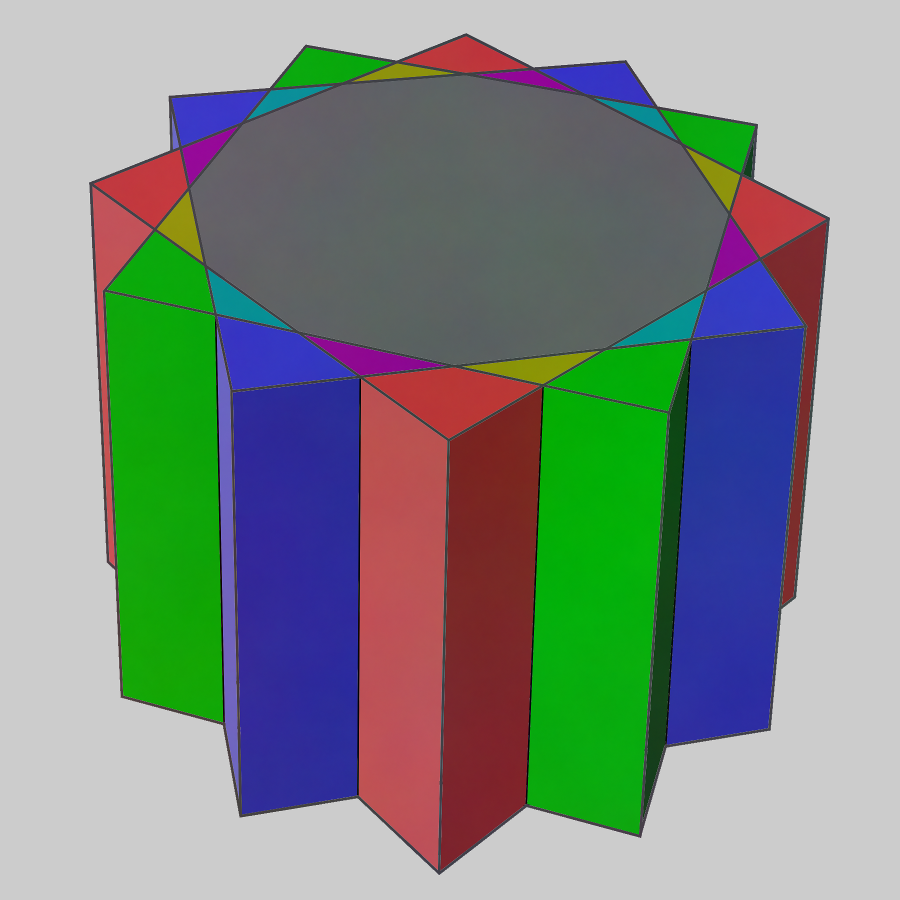
Un prisma dodecagonale {12/3} è anch'esso un composto di tre cubi.

## Arte
Il composto di tre cubi compare sulla torre sinistra della "struttura impossibile" rappresentata nella litografia Cascata , famosa opera dell'artista olandese Maurits Escher.

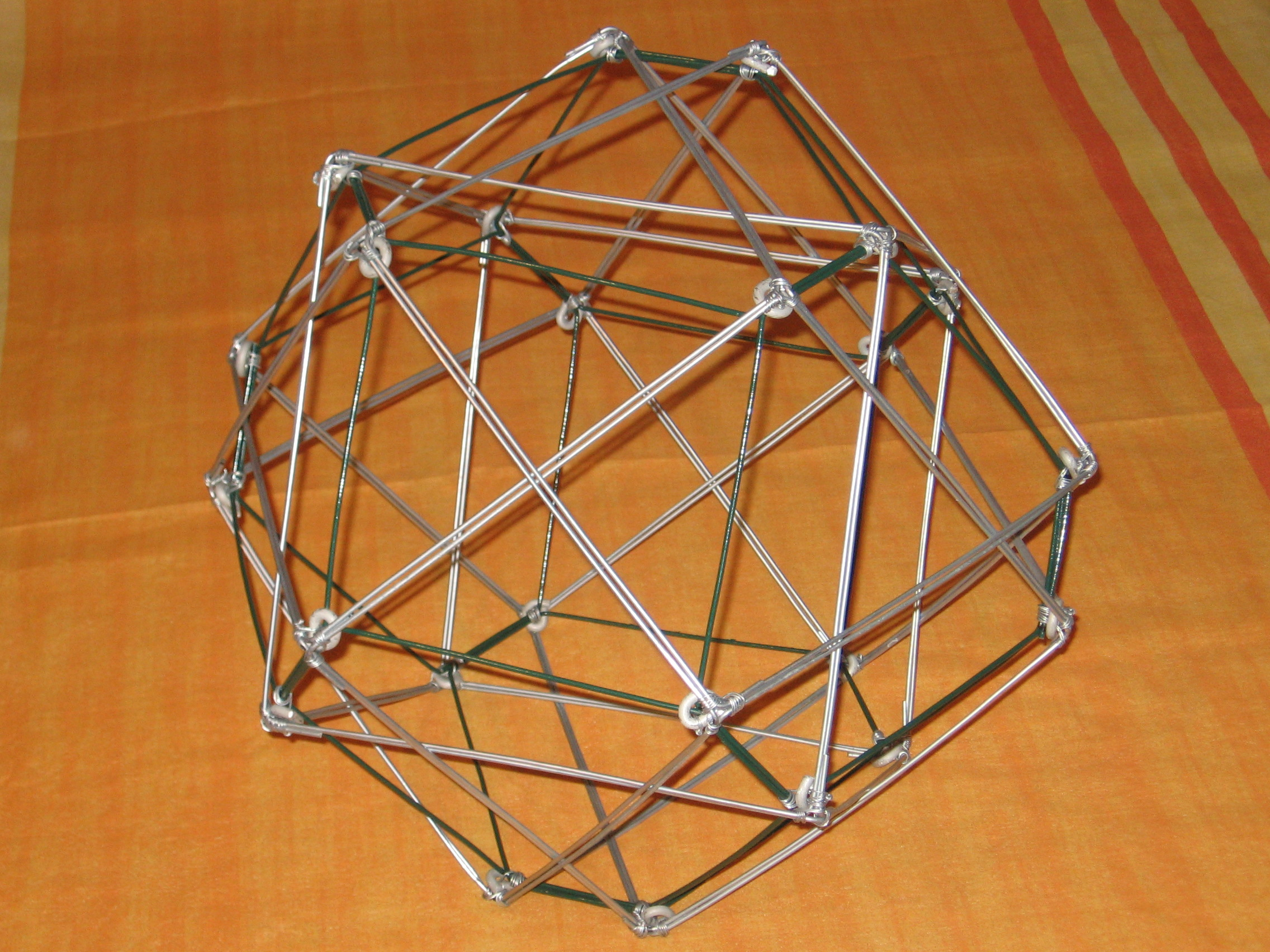
Scheletro del composto di tre cubi completo del relativo inviluppo.

## Formazione prismatica
Un prisma stellato che abbia per basi due dodecagrammi del tipo {12/3} forma un composto di tre prismi quadrati: ovvero tre cubi quando l'altezza è equivalente al lato di base. È l'unico altro caso, oltre a quello trattato, di composto uniforme di tre cubi. Tuttavia rappresenta un caso banale, poiché con questo tipo di configurazione si possono creare infiniti composti uniformi, con un numero qualsiasi di cubi.

## Costruzione
La costruzione di un modello in filo metallico dello "scheletro essenziale" del composto di tre cubi, riesce agevolata costruendo prima il suo involucro convesso, da eliminare eventualmente, a modello completato.